# Nøgleskabet
Nøgleskabet™ er en web-applikation udviklet af EDB Gruppen A/S, som muliggør login med Digital signatur på andre sites. Formålet for en bruger er, at han kun behøver huske koden til sin Digitale Signatur for at få adgang til sites, som Nøgleskabet understøtter.
Nøgleskabet™ bruges af større virksomheder og kommuner, som et alternativ til selvudviklet support for Digital Signatur.

## Anvendelse
Brug af Nøgleskabet™ kræver ingen egentlig installation, da afvikling sker fra en central server.
Nøgleskabet™ kaldes ved at tilføje en særlig html-kode til den side, som skal tilbyde Digital Signatur-logon, hvorved der genereres et link, som leder brugeren hen til en loginkomponent. 
Der sendes oplysninger om brugernavn, CPR-nummer og anden relevant information over til det site, brugeren er ved at logge på, såfremt han i øvrigt har givet tilladelse til dette.
Nøgleskabet™ kan tilføjes oplysninger om brugeren fra andre kilder, såkaldte attributter. Det kan fx være organisatoriske informationer om arbejdssted, rolle eller privilegier.
Systemet kan også benyttes til at få adgang til NemLogin, den fællesoffentlige login-portal.